# ذا بوكس توبس
البوكس توبس (بالإنجليزية: The Box Tops) فريق روك أمريكي تشكل في ممفيس عام 1967، ويعتبر فريق كبير لموسيقى السول ذو عيون زرقاء في تلك الفترة (حيث ان أداء موسيقى السول كانت للأمريكيين الأفارقة فقط). قام الفريق بأداء مزيج من أغاني موسيقى السول والبوب. احتلت أغانيهم المراكز المتقدمة على قوائم أفضل الأغاني حول العالم.

## أعضاء الفريق الأصليين
- أليكس شيلتون: غناء رئيسي، وجيتار إيقاع، وإيقاع (1967-1970، 1996-2010؛ توفي 2010)[2]

- داني سميث: طبول (1967-1968، 1996-2010؛ توفي عام 2016)[3]

- جون إيفانز: لوحات المفاتيح (1967-1968، 1996-1999)[4]

- توماس بوغز: طبول (1968-1969؛ توفي عام 2008)[5]

- ريك ألين: لوحات المفاتيح (1969-1970)[6]

- هارولد كلاود: جيتار باس (1969-1970)

- بوبي غيدوتي: طبول (1969-1970)[7]

- سوين شايفر: لوحات المفاتيح (1969-1970)[8]

## أعضاء الفريق الحاليين
- ريك ليفي: جيتار إيقاعي، وغناء (2015 إلى الوقت الحاضر)[9]

- غاري تالي: جيتار رئيسي، وغناء (1967-1970 ، 1996-2010 ، 2015 إلى الوقت الحاضر)[10]

- بيل كننغهام: جيتار باس، وغناء (1967-1969 ، 1996-2010 ، 2015 إلى الوقت الحاضر)[11]

- رون كراسينسكي: طبول (2015 إلى الوقت الحاضر)[12]

- باري والش: لوحات المفاتيح (2000-2010 ، 2015 إلى الوقت الحاضر)[13]

## أشهر أغاني الفريق
- الرسالة (1967) The letter احتلت المركز الأول على قوائم الهوت بيلبورد، والكاش بوكس، وكندا[14][15]

- قوس قزح من النيون (1967) Neon Rainbow المركز 17 في كندا[16]

- أبكي كالطفل (1968) Cry Like a Baby المركز الثاني على قوائم الهوت بيلبورد، والكاش بوكس، والثالث في كندا[17]

- قطار تشو تشو (1968) Choo Choo Train المركز 17 على قائمة الكاش بوكس، والمركز 18 في كندا.[18]

- أعماق الروح (1969) Soul Deep المركز 7 في أستراليا، والمركز 9 في كندا.[19]

## وصلات خارجية
البوكس توبس (فريق روك)
البوكس توبس (فريق روك)
البوكس توبس (فريق روك)
البوكس توبس (فريق روك)